# مگومی ساکاتا
مگومی ساکاتا (ژاپنی: 坂田 恵؛ زادهٔ ۱۸ اکتبر ۱۹۷۱) بازیکن فوتبال اهل ژاپن و عضو تیم ملی فوتبال ژاپن است که در تاریخ ۲۴ دسامبر ۱۹۸۹ میلادی اولین بازی ملی‌اش را انجام داد. او در ۱۰ بازی ملی حضور داشت و آخرین بازی ملی خود را در تاریخ ۱۶ مه ۱۹۹۶ میلادی انجام داد. مگومی ساکاتا در بازی‌های ملی‌اش
گلی به ثمر نرساند.